# Yaka (Sprache, Zentralafrikanische Republik)
Yaka (auch Aka, Babinga, Bambenga, Beka, Beká, Binga, Mòáka und Nyoyaka) ist eine Bantusprache und wird von circa 30.000 Angehörigen der Bayaka in der Zentralafrikanischen Republik und der Republik Kongo gesprochen. 
Sie ist in der Zentralafrikanischen Republik in der Präfektur Lobaye und der Wirtschaftspräfektur Sangha-Mbaéré und in der Republik Kongo im Departement Likouala mit jeweils circa 15.000 Sprechern verbreitet.
Yaka wird in der lateinischen Schrift geschrieben.

## Klassifikation
Yaka bildet mit der Sprache Ngando die Ngando-Gruppe. Nach der Einteilung von Malcolm Guthrie gehört Yaka zur Guthrie-Zone C10. Sie hat die Dialekte Basese, Beka (auch Gbayaka, Bayaka und Moyaka), Bambenzele und Nzari.